# Traité de Durham (1136)
Pour les articles homonymes, voir Traité de Durham.
Le premier traité de Durham est un accord de paix, durant l' « Anarchie anglaise », conclu entre les rois Étienne d'Angleterre et David Ier d'Écosse, le 20 février 1136.

## Contexte
Aux alentours de Noël 1135, durant le premier mois de règne d'Étienne, David Ier d'Écosse franchit la frontière anglo-écossaise et lance une attaque sur le nord de l'Angleterre. Il prend les forteresses de Carlisle, Wark, Alnwick, Norham et Newcastle-upon-Tyne. Seule la forteresse de Bamburgh réussit à résister.
Il est urgent pour Étienne de réagir rapidement car David Ier semble agir pour la cause de sa nièce Mathilde l'Emperesse, la fille et héritière d'Henri Ier d'Angleterre, dont Étienne a usurpé le trône. D'ailleurs, le roi écossais impose aux barons du nord qui se sont soumis à lui de faire vœu de loyauté envers l'Emperesse.
David Ier comprend vite qu'il s'est engagé trop rapidement en territoire anglais, et qu'il aura du mal à maintenir sa position sur le nord. Aussi quand Étienne arrive à York avec une imposante force, il lui propose une conférence pour régler la situation à l'amiable. Cette conférence se tient durant deux semaines à Durham, entre le 5 et le 20 février 1136.

## Contenu de l'accord
À l'issue de cette conférence, Étienne récupère Wark, Alnwick, Norham et Newcastle, et concède les forteresses royales de Carlisle et Doncaster, ainsi que leurs domaines.
Henri, le fils et héritier désigné de David Ier, reconnaît Étienne pour roi avant la fin du mois à York, et celui-ci lui confirme le titre de comte de Huntingdon et l'honneur de Huntingdon, que son père tenait déjà par droit de sa femme décédée.
D'après Henri de Huntingdon, le roi anglais demande au roi écossais de lui faire serment d'allégeance, mais ce dernier répond qu'il a déjà fait hommage à leur cousine Mathilde l'Emperesse.

## Conclusion
David Ier se retire d'Angleterre et rend les otages qu'il avait pris, et libère les barons anglais des serments qui leur avaient été imposés. Pour l'historien britannique David Crouch, en refusant la confrontation avec Étienne, il déserte la cause de sa nièce Mathilde l'Emperesse. Peut-être joue-t-il alors la carte de son autre nièce, Mathilde de Boulogne, l'épouse du roi Étienne. En tout cas, les quelques partisans de l'Emperesse voient dans son action une trahison de sa cause.